# Deutscher Schachbund
Der Deutsche Schachbund e. V. (DSB) ist die Dachorganisation der Schachspieler in Deutschland. Er ist Mitglied im Deutschen Olympischen Sportbund und seit 1926 (mit Unterbrechungen) im Weltschachverband FIDE. Der DSB hat derzeit (Bestandserhebung 2024) 94.811 Mitglieder, davon rund 29.100 Jugendliche und etwa 9.000 Frauen und Mädchen in 2.246 Vereinen und gehört damit zu den größten Schachverbänden der Welt. Zum DSB gehören 17 Landesverbände, der Deutsche Blinden- und Sehbehinderten-Schachbund (DBSB), seit 1972 die Schwalbe (1924 gegründete deutsche Vereinigung für Problemschach), seit September 2006 der Deutsche Fernschachbund, seit Mai 2007 der Verein Schachbundesliga e. V. sowie seit April 2021 die Deutsche Schachjugend e. V. Eine Sammlung zur historischen und aktuellen Situation des Schachs in Deutschland befindet sich im Niedersächsischen Institut für Sportgeschichte in Hannover.

## Organisation
Der Deutsche Schachbund betreibt die obersten zwei Spielklassen im Deutschen Mannschaftsschach:
- 1. Bundesliga (organisiert von seinem Mitgliedsverein Schachbundesliga e. V.)
- 2. Bundesliga in 4 Staffeln (Nord, Süd, West, Ost), die nach geographischen Gesichtspunkten eingeteilt werden, um die Reisekosten zu minimieren.

Der Deutsche Schachbund besitzt 17 Landesverbände, die das Ligasystem in untere Bereiche in Form von Bezirken und Kreisen lokal weiterführt. In größeren Landesverbänden haben sich auch teilweise Verbände von Vereinen gebildet.
| Landesverband                              | Vereine | Bezirke oder untergeordnete Verbände                                                                                          |
| ------------------------------------------ | ------- | --- |
| Badischer Schachverband                    | 179     | Mannheim, Heidelberg, Odenwald, Karlsruhe, Pforzheim, Mittelbaden, Ortenau, Freiburg, Hochrhein, Schwarzwald, Bodensee        |
| Bayerischer Schachbund                     | 399     | Mittelfranken, München, Niederbayern, Oberbayern, Oberfranken, Oberpfalz, Schwaben, Unterfranken                              |
| Berliner Schachverband                     | 50      | keine |
| Landesschachbund Brandenburg               | 57      | Cottbus, Frankfurt an der Oder, Potsdam                                                                                       |
| Landesschachbund Bremen                    | 21      | keine |
| Hamburger Schachverband                    | 39      | keine |
| Hessischer Schachverband                   | 191     | Kassel-Nordhessen, Osthessen, Lahn-Eder, Main-Vogelsberg, Frankfurt, Starkenburg, Main-Taunus, Rhein-Taunus, Lahn, Bergstraße |
| Landesschachverband Mecklenburg-Vorpommern | 36      | West, Mitte, Ost |
| Niedersächsischer Schachverband            | 158     | Hannover, Braunschweig, Südniedersachsen, Lüneburg, Oldenburg-Ostfriesland, Osnabrück-Emsland                                 |
| Schachbund Nordrhein-Westfalen             | 411     | Ruhrgebiet, Niederrhein, Südwestfalen, Ostwestfalen-Lippe, Münsterland, Mittelrhein                                           |
| Schachbund Rheinland-Pfalz                 | 136     | Rheinland, Rheinhessen, Pfalz                                                                                                 |
| Saarländischer Schachverband               | 38      | keine |
| Schachverband Sachsen                      | 134     | Leipzig, Dresden, Chemnitz |
| Landesschachverband Sachsen-Anhalt         | 84      | Dessau, Halle, Magdeburg |
| Schachverband Schleswig-Holstein           | 67      | Nord, West, Kiel, Ost |
| Thüringer Schachbund                       | 81      | Nord, Mitte, Ost, Süd |
| Schachverband Württemberg                  | 214     | Oberschwaben, Alb-Schwarzwald, Neckar-Fils, Ostalb, Stuttgart, Unterland                                                      |

Es geht weiter mit Oberliga, Regionalliga, Verbandsliga, Verbandsklasse, Bezirksliga und Bezirksklasse.

## Geschichte

### Gründung und Aufbau einer Organisation

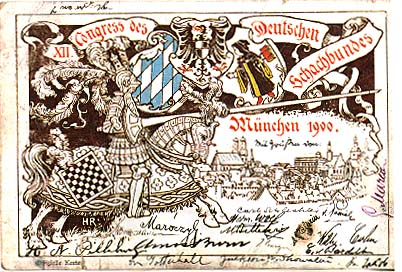
Postkarte vom Münchener DSB-Kongress 1900

Der DSB wurde am 18. Juli 1877 in Leipzig gegründet. Zu den Gründungsmitgliedern gehörten außer dem Philosophen Carl Göring, dem Schriftsteller Rudolf von Gottschall, den Organisatoren Hermann Zwanzig, Constantin Schwede und Eduard Hammacher auch die Schachmeister Adolf Anderssen, Max Lange und Johannes Hermann Zukertort.
Den Anlass zur Gründung des DSB bot im Jahr 1877 die Feier zum 50-jährigen Schachjubiläum des hoch geachteten deutschen Spitzenspielers Adolf Anderssen, der in seiner Festrede sagte:

„Das leitende Motiv zur Veranstaltung dieses Festes war keineswegs die Absicht einer bloßen Ovation, sondern ein anderes. Schon seit Jahren schwebt die Idee eines allgemeinen deutschen Schachbundes gewissermaßen in der Luft – oder wenigstens in der gesunden Leipziger Stadtluft, denn von Leipzig gingen die ersten Bemühungen zur Verwirklichung einer solchen Idee aus; und nur darum fand der Vorschlag, mein Jubiläum zu feiern, sofortigen Anklang, weil man sich von dieser Feier die Wirkung einer allgemeinen Zusammenkunft aller deutschen Schachkontingente versprach und durch die bloße Voraugenstellung eines so großartigen Schauspiels dem bezweckten Unternehmen Freunde und Fürsprecher zu erwecken und so den Grundstein für die künftige deutsche Schacheinheit zu legen hoffte. Möchte doch diese Hoffnung nicht fehlschlagen! Denn es wäre nichts vorteilhafter für den Aufschwung des deutschen Schachspiels, als der bisherigen Zersplitterung der Kräfte und Bestrebungen ein Ende zu machen, und ich würde mich glücklich schätzen, wenn ich die unschuldige Veranlassung zu dieser für das Schach so ersprießlichen Schöpfung gewesen wäre.“

In den Jahren 1879 bis 1914 veranstaltete der DSB alle zwei Jahre Meisterturniere, die auch für ausländische Spieler offen waren und zu den stärksten Turnieren ihrer Zeit gehörten. Nach dem Ersten Weltkrieg waren nur noch deutsche Spieler zugelassen. Neben dem Meisterturnier wurden jeweils sogenannte Hauptturniere ausgetragen, deren Sieger mit dem Meistertitel des Deutschen Schachbundes ausgezeichnet wurden. Die betreffenden Spieler waren für die Teilnahme an künftigen Meisterturnieren qualifiziert. Fast alle bedeutenden Spieler dieser Epoche, unter anderen Siegbert Tarrasch, Emanuel Lasker und Aaron Nimzowitsch, nahmen zu Anfang ihrer Karriere an diesen Turnieren teil.

### Gleichschaltung/Auflösung 1933/1934
Im April 1933 musste der DSB-Präsident Walter Robinow von seinem Amt zurücktreten, weil er Jude war. Mit dem Kongress des nationalsozialistisch ausgerichteten Großdeutschen Schachbundes (GSB) in Bad Pyrmont im Juli 1933 übernahm diese Organisation die bisherigen Aufgaben des DSB. Die Landesverbände und Vereine traten dem GSB bei. Am 2. November 1934 wurde der DSB aus dem Vereinsregister gelöscht. Zuvor hatte Ehrhardt Post dem Registergericht Coburg Unterlagen einer Mitgliederversammlung des Deutschen Schachbundes vorgelegt, welche den Auflösungsbeschluss getroffen hatte.

### Nach dem Zweiten Weltkrieg
Nach dem Zweiten Weltkrieg entstand auf Initiative von Alfred Brinckmann und anderen im Jahr 1946 die Arbeitsgemeinschaft deutscher Schachverbände. Dies war der Vorgänger des Deutschen Schachbundes, der am 5. Februar 1950 in Wiesbaden wiedergegründet wurde. Die Wiederzulassung zur FIDE erfolgte im Juli 1950 nach Gründung des Deutschen Schachbundes mit Friedrich A. Stock als erstem FIDE-Delegierten. Später gab es einen eigenen Schachverband der DDR. Nachdem 1953 nochmals ein Gesamtdeutsches Meisterturnier durchgeführt wurde, welches Wolfgang Unzicker gewann, gab es bis zur Wiedervereinigung der beiden Verbände im September 1990 getrennte Meisterschaften. Höhepunkte der Organisationstätigkeit des DSB waren die Schacholympiaden in München 1958 und Siegen 1970. Der erste Kongress nach der Wiedervereinigung fand 1990 in der Gründungsstadt Leipzig statt.

### Deutscher Schachverband der DDR (DSV)

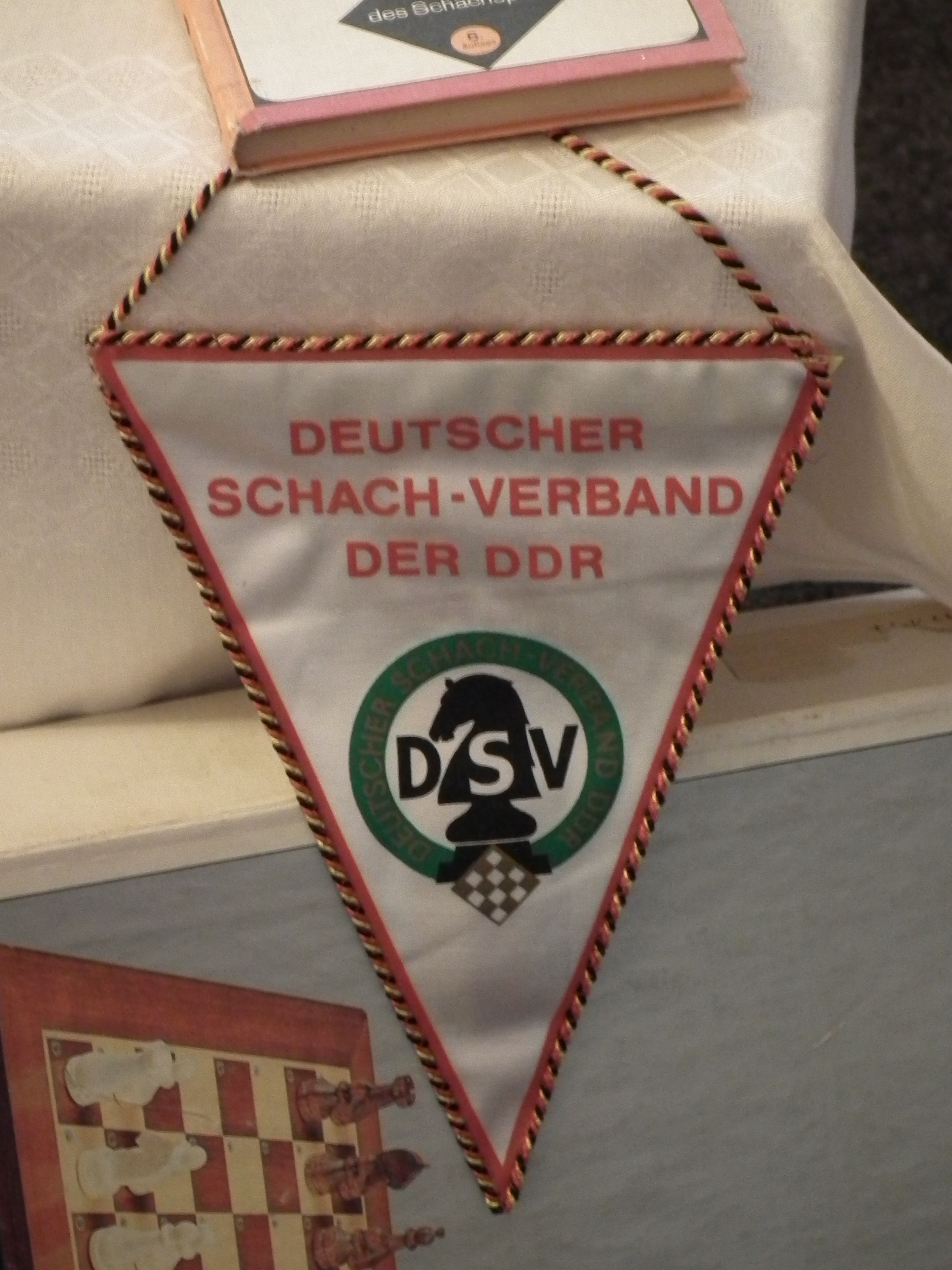
Wimpel: Deutscher Schach-Verband der DDR

Der Deutsche Schachverband der DDR (DSV) wurde am 27. April 1958 in Leipzig gegründet. Als im April 1969 das SED-Politbüro mit dem sogenannten Leistungssportbeschluss anordnete, nur noch bestimmte Sportarten zu fördern, gehörte Schach nicht zu diesen. In der Folge wurden die internationalen Kontakte stark eingeschränkt. Nur in Ausnahmefällen durften DDR-Meister an FIDE-Turnieren im westlichen Ausland teilnehmen.

### Deutsche Wiedervereinigung 1989
In der Wendezeit galt es, die beiden Schachverbände DSB und DSV zusammenzuführen. Dies geschah beim Kongress in Leipzig am 29. September 1990, als die Landesverbände der DDR dem DSB beitraten. Michael Schmidt wurde Vizepräsident des DSB, Egon Ditt blieb Präsident.
Nur 12.000 der etwa 43.000 DSV-Mitglieder konnten vom DSB übernommen werden. Aus wirtschaftlichen und privaten Gründen, die ihre Ursache in der Wiedervereinigung hatten, beendeten viele Spieler ihre Mitgliedschaft. Im DSB hat man allerdings auch festgestellt, „daß die frühere Mitgliederzahl von 43.000 überhöht und nach oben manipuliert war.“ Für den DSB war das einer der Gründe für eine Beitragserhöhung um 1 DM.

### Bosman-Entscheidung 1995
Im Dezember 1995 wurde die Bosman-Entscheidung verkündet, welche besagt, dass Sportler innerhalb der Europäischen Union überall spielberechtigt sind. Gemäß Turnierordnung (2.1.3 und 2.1.4 Absatz 4) durften in der Vergangenheit maximal zwei Ausländer bei einem Mannschaftskampf eingesetzt werden. Beim DSB-Kongress im Bad Segeberg 1996 wurde beschlossen, dass ab der Saison 1996/97 beliebig viele Spieler aus dem Europäischen Wirtschaftsraum eingesetzt werden dürfen. Damit wurde die Bosman-Entscheidung umgesetzt. Der Badische Schachverband ist noch einen Schritt weiter gegangen und hat den Einsatz von beliebig vielen Ausländern (auch von Nicht-EU-Spielern) erlaubt. Damit wollte man vor allem den benachbarten Schweizer Spielern entgegenkommen. Seit dem Jahr 2004 gilt diese Regelung deutschlandweit.
Der DSB hatte nach der Bosman-Entscheidung zunächst die Ausländer-Problematik nur zögerlich behandelt. Daher schuf der Vorsitzende des Bundesligavereins PSV Turm Duisburg, Rechtsanwalt Ulrich Groth, einen Präzedenzfall, indem er in einem Mannschaftskampf zwei russische Spieler und den Engländer John Nunn einsetzte. Infolgedessen kam es zur Umsetzung der Bosman-Entscheidung im DSB.

## Präsidenten und Ehrenmitglieder
| 1877–1894 | Hermann Zwanzig           |
| 1894–1899 | Max Lange                 |
| 1899–1902 | Cornelius Trimborn        |
| 1902–1920 | Rudolf Gebhard            |
| 1920–1933 | Walter Robinow            |
| 1933–1938 | Otto Zander               |
| 1938–1945 | Franz Moraller            |
| 1950–1951 | Richard Czaya             |
| 1951–1968 | Emil Dähne                |
| 1969–1975 | Ludwig Schneider          |
| 1975–1983 | Alfred Kinzel*            |
| 1983–1989 | Heinz Hohlfeld*           |
| 1989–2001 | Egon Ditt*                |
| 2001–2007 | Alfred Schlya*            |
| 2007–2011 | Robert K. von Weizsäcker* |
| 2011–2017 | Herbert Bastian*          |
| 2017–2023 | Ullrich Krause            |
| seit 2023 | Ingrid Lauterbach         |

| bis 1953  | Paul Baender       |
| 1953–1954 | Georg Klaus        |
| 1954–1956 | Adolf Pawlitta     |
| 1956–1958 | Friedrich L. Salzl |
| 1958      | Arno Otto          |
| 1958–1964 | Arno Becher        |
| 1964–1978 | Armin Heintze      |
| 1978–1990 | Werner Barthel     |
| 1990      | Michael Schmidt    |

| 1898 | Gesandter Tassilo von Heydebrand und der Lasa                |
| 1951 | Richard Czaya                                                |
| 1970 | Friedrich A. Stock                                           |
| 1971 | Willi Fohl                                                   |
| 1981 | Kurt Hülsmann                                                |
| 1991 | Helmut Nöttger                                               |
| 1998 | Klaus Darga                                                  |
| 2003 | Heinz Meyer Lothar Schmid Wolfgang Unzicker Wolfgang Uhlmann |
| 2004 | Otto Schily Günther Müller                                   |
| 2005 | Siegfried Wölk                                               |
| 2009 | Ernst Bedau Heinz-Jürgen Gieseke                             |
| 2013 | Horst Metzing Hans-Jürgen Hochgräfe                          |
| 2015 | Klaus-Norbert Münch                                          |
| 2017 | Christian Krause Christian Zickelbein Klaus Gohde            |
| 2019 | Vlastimil Hort Helmut Pfleger Robert Hübner Ralph Alt        |
| 2020 | Jürgen Kohlstädt                                             |

- * nach der Amtszeit Ehrenpräsident

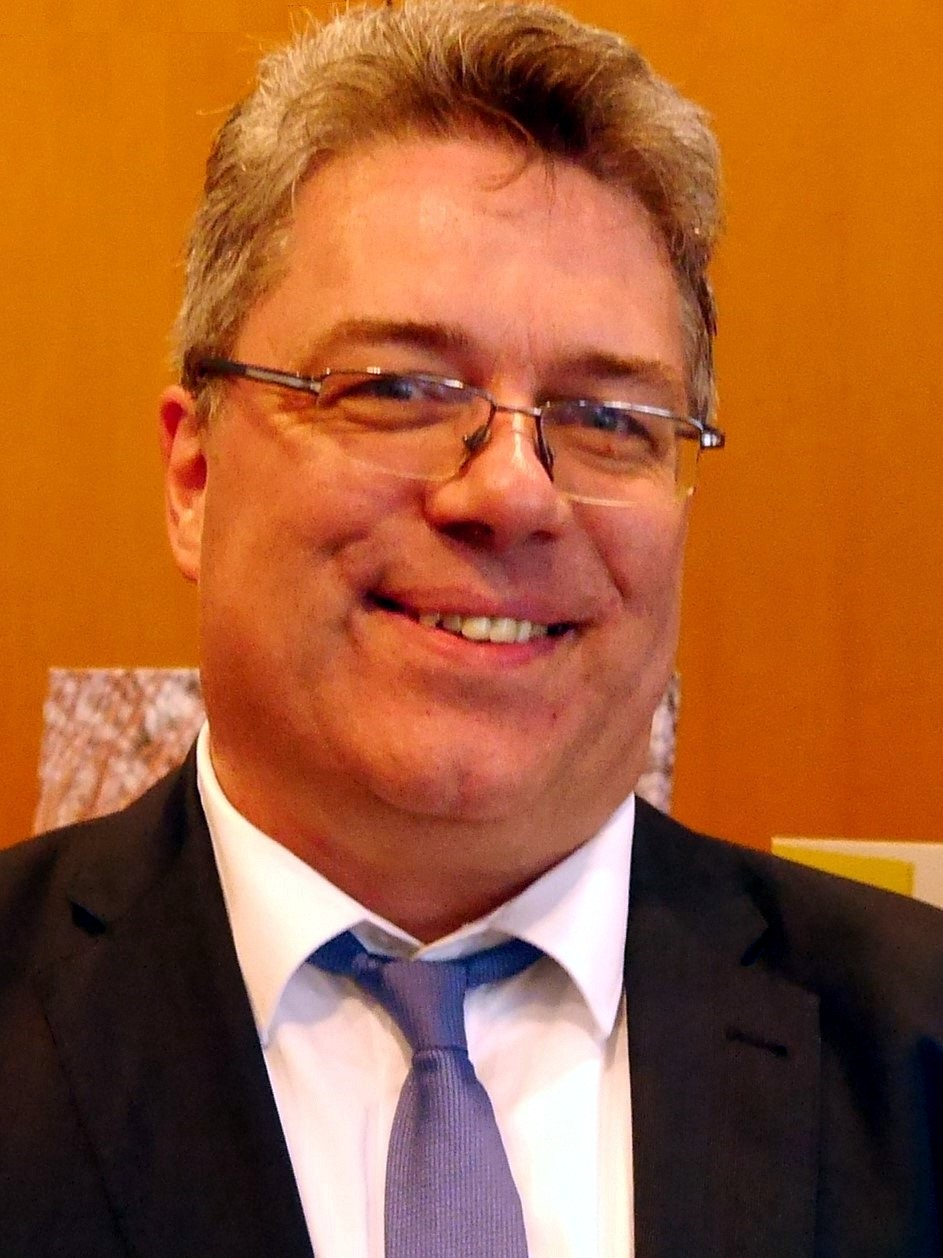
Ullrich Krause, 2017 in Berlin

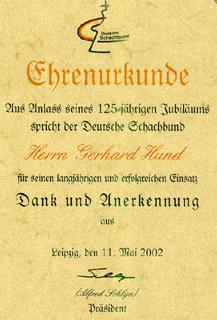
Ehrenurkunde zum Jubiläum 2002

- Der Deutsche Schachverband der DDR wurde erst 1958 gegründet. Die früheren Angaben beziehen sich auf die Sektion Schach im Deutschen Sportausschuss.
- Siehe auch Weitere Ehrungen des Deutschen Schachbundes auf Schachbund.de
- Ehrenurkunden des Deutschen Schachbundes aus Anlass des 125-jährigen Jubiläums

## Deutscher Schachpreis

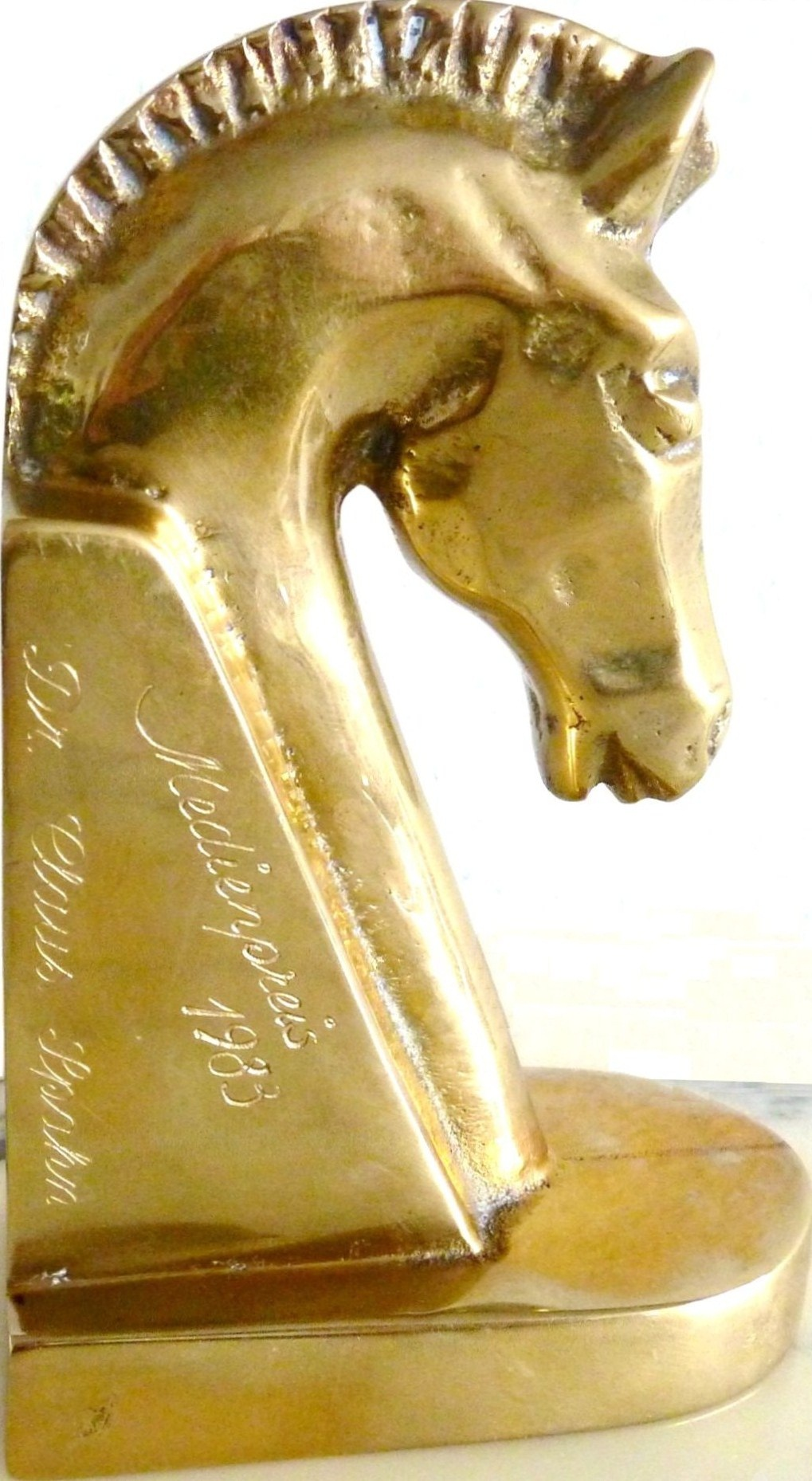
Medienpreis 1983 für Claus Spahn

Der frühere Medienpreis und der nachfolgende Deutsche Schachpreis sind die höchsten Auszeichnungen des Deutschen Schachbundes für herausragende Verdienste um die Förderung des Schachs.

## Ausbildungssystem
Der Deutsche Schachbund bietet die Möglichkeit, Anfängerwissen durch entsprechende Prüfungen beurkunden zu lassen. Dies erfolgt im aufsteigenden Schwierigkeitsgrad durch das Bauern-, Turm- und das Königsdiplom.
- Beim Bauerndiplom gilt es, die Grundaufstellung, die möglichen Spielzüge und die Schachnotation zu beherrschen.
- Das Turmdiplom beurkundet die Fähigkeit zum Erkennen einer Mattstellung sowie grundlegender Taktiken, wie Fesselung und Abzug. Der bis hierher erforderliche Wissensumfang wird in etwa im Artikel Schach vermittelt.
- Das Königsdiplom erfordert die Kenntnis einiger bekannter Eröffnungen sowie die korrekte Behandlung grundlegender Endspiele.

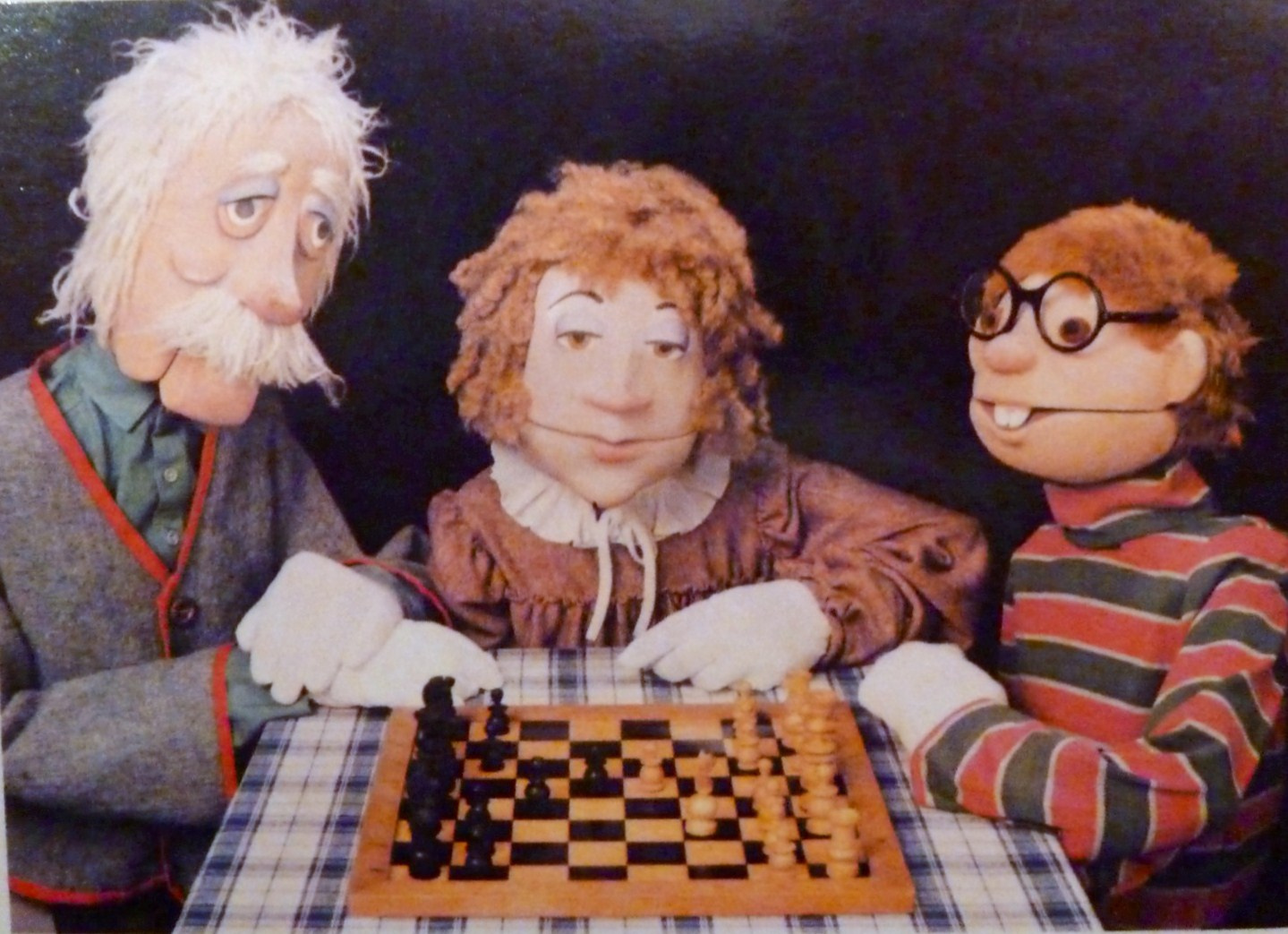
Opa, Tante Bernie und Emil, die Puppen zur Fernsehserie Zug um Zug – Schach für jedermann

Die offiziellen Lehrbücher des Deutschen Schachbundes hierzu sind:
- Schach für Jedermann (1), Zug um Zug zum Bauerndiplom.
- Schach für Jedermann (2), Zug um Zug zum Turmdiplom.
- Schach für Jedermann (3), Zug um Zug zum Königsdiplom.

Die gleichnamige dreimal zehnteilige Fernsehsendung Zug um Zug – Schach für jedermann von Claus Spahn (WDR) wird ständig in Rotation auf BR-alpha wiederholt (Stand 2008). Autor der Bücher und Moderator der Fernsehserie ist Helmut Pfleger.